# Xã Village, Quận Jackson, Arkansas
Xã Village (tiếng Anh: Village Township) là một xã thuộc quận Jackson, tiểu bang Arkansas, Hoa Kỳ. Năm 2010, dân số của xã này là 2.158 người.